# Steel Battalion: Heavy Armor
Steel Battalion: Heavy Armor est un jeu vidéo de simulation développé par FromSoftware et édité par Capcom, sorti en 2012 sur Xbox 360. Le jeu fait suite à Steel Battalion et Steel Battalion: Line of Contact sortis sur Xbox avec un contrôleur dédiée remplacée ici par une association de la manette Xbox 360 et de Kinect.

## Accueil
Le jeu a reçu des critiques très mauvaises de la part de la presse spécialisée (à l'exception notable du magazine japonais Famitsu) :
- Destructoid : 3/10[1]
- Famitsu : 33/40[2]
- IGN : 3/10[3]
- Jeuxvideo.com : 5/20[4]